# 李淑铮
李淑铮（1929年10月—2024年2月27日），上海市人，中华人民共和国政治人物。

## 生平
早年就读于上海震旦女子文理学院附属中学、上海市立第一女子中学，后参加学生运动。
1950年后进入共青团。1961年，担任共青团中央国际部副部长。1964年，任共青团第九届中央常委、书记处候补书记兼少年部部长。1978年，进入中共中央对外联络部。1981年，升任副部长。1993年，任中共中央对外联络部部长。1997年，任中国国际交流协会副会长。1998年3月，第九届全国人大第一次会议上，他当选为全国人民代表大会常务委员会委员。